# Джйотирадитья Шинде
Джотирадитья Мадхаврао Шинде (хинди ज्योतिरादित्य सिंधिया; родился 1 января 1971 года) — индийский политик, министр гражданской авиации, должность, которую его отец занимал с 1991 по 1993 год. Он также возглавляет министерство стали. Он является членом парламента в Раджья сабха, представляющим штат Мадхья-Прадеш. Он бывший член парламента от Лок сабха, представлявший избирательный округ Гуна в штате Мадхья-Прадеш до своего поражения на всеобщих выборах в Индии в 2019 году. Он бывший член Индийского национального конгресса, а в настоящее время член партии Бхаратия Джаната.
Будучи членом Индийского национального конгресса, Шинде был государственным министром с независимым руководством в различных министерствах в период с 2007 по 2014 год в кабинете премьер-министра Манмохана Сингха с октября 2012 года по май 2014 года. В марте 2020 года он разорвал все связи с Конгрессом и вступил в БДП.
Шинде — сын покойного индийского политика Мадхаврао Шинде и внук Дживаджирао Шинде, последнего правителя княжеского государства Гвалиор во времена британского владычества в Индии. Джотирадитья недолго был титулованным наследным принцем Гвалиора в 1971 году, пока личные кошельки и титулы индийских королевских особ не были отменены правительством в 1971 году.

## Ранняя жизнь и образование
Шинде родилась 1 января 1971 года в Мумбаи, в семье Мадхаврао Шинде и Мадхави Раджа Шинде. Он утверждает, что принадлежит к касте курми.
Он получил образование в школе Кэмпион, Мумбаи и в школе Дун, Дехрадун.
Шинде был принят в Колледж Святого Стивена, Дели, Делийский университет. Позже он перевелся в Гарвардский колледж, колледж гуманитарных наук Гарвардского университета, который окончил со степенью бакалавра экономики в 1993 году. В 2001 году он получил степень магистра делового администрирования в Стэнфордской высшей школе бизнеса.
Шинде — внук Дживаджирао Шинде, последнего махараджи княжеского государства Гвалиор. Его отец Мадхаврао Шинде был индийским политиком и министром в правительстве Раджива Ганди. Мать Шинде — Мадхави Радж Шинде (Киран Раджья Лакшми Деви). С 12 декабря 1994 года женат на Приядаршини Радж Шинде (род. 8 марта 1975), дочери Шриманта Махараджкумара Санграмсинхро Гаеквада из Бароды, от его жены, Шримант Акханд Субхагьявати Аша Радж Сахиб Гаеквад. У супругов двое детей:
- Ювараджа Махарадж Шримант Махана Арьяман Рао Шинде Бахадур (род. 17 ноября 1995)
- Махараджкумари Шримант Ананья Радж Шинде (род. 5 марта 2002)

## Политическая карьера

### Ранняя политическая карьера

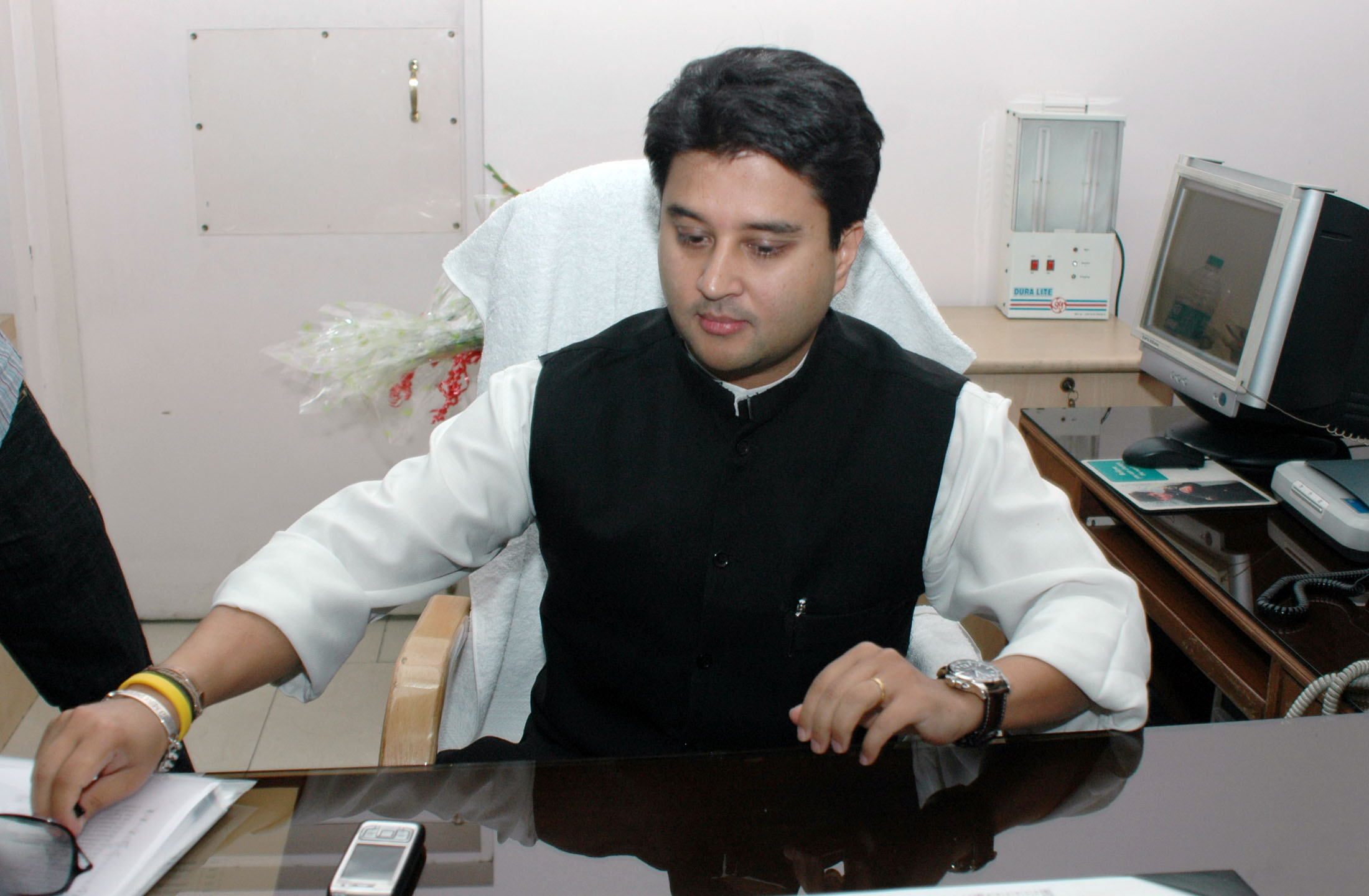
Шиндия в 2008 году в качестве государственного министра связи и информационных технологий

30 сентября 2001 года избирательный округ Гуна стал вакантным из-за гибели отца Шинде, действующего члена парламента Мадхаврао Шинде, в авиакатастрофе в штате Уттар-Прадеш. 18 декабря он официально вступил в ИНК и пообещал поддерживать «светские, либеральные и социальные ценности справедливости» своего отца.
24 февраля Шинде победил на дополнительных выборах в Гуне, победив своего ближайшего соперника Деш Радж Сингха Ядава из БДП с перевесом примерно в 450 000 голосов. Он был переизбран в мае 2004 года и был представлен Совету министров Союза в 2007 году в качестве государственного министра связи и информационных технологий. Затем в 2009 году он был переизбран на третий срок подряд и стал государственным министром торговли и промышленности.
Шинде был назначен государственным министром связи в 2007 году, позже стал государственным министром, независимым от власти, в результате перестановок в кабинете министров, в результате которых в состав индийского кабинета вошли несколько молодых политиков, в том числе два других отпрыска княжеских семей, Р. П. Н. Сингх и Джитендра Сингх.
Шинде был одним из самых богатых министров в правительстве УПА с активами почти в 25 крор рупий (5 миллионов долларов), включая инвестиции в индийские и иностранные ценные бумаги на сумму более 16 крор йен (2 миллиона долларов США) и ювелирные изделия на сумму более 5,7 крор йен (748 037 долларов США) . В 2010 году он подал иск в суд, чтобы стать единственным наследником имущества, принадлежащего его покойному отцу, стоимостью 20 000 крор йен (3 миллиарда долларов США), однако это было оспорено в суде его тетями.
Индийская комиссия по планированию поставила перед Шинде задачу предотвратить повторение отключения электроэнергии в Индии в июле 2012 года, крупнейшего отключения электроэнергии в истории, в результате которого пострадали более 620 миллионов человек, что составляет около 9 % населения мира. В мае 2013 года Шинде заявил, что система сдержек и противовесов была введена в действие, чтобы предотвратить повторение коллапса энергосистемы, и что к январю 2014 года в Индии будет крупнейшая в мире интегрированная энергосистема.
В 2014 году Шинде был избран от Гуна, но уступил это место Кришне Палу Сингху Ядаву. В 2019 году он был назначен ответственным генеральным секретарем Западного штата Уттар-Прадеш вместе с Приянкой Ганди Вадрой.

### ПартияБхаратия Джаната
Сославшись на недовольство руководством ИНК, особенно бывшим президентом Конгресса Рахулом Ганди, он вышел из партии Конгресса 10 марта 2020 года. Затем партия Конгресса опубликовала заявление, в котором утверждалось, что он был исключен за «антипартийную деятельность». Позже он присоединился к БДП 11 марта 2020 года. Другие депутаты, лояльные ему, также ушли из ИНК и со своих постов в MLA, что привело к политическому кризису в Мадхья-Прадеше в 2020 году, который привел к отставке Камала Натха с поста главного министра 23 марта 2020 года. В результате политического кризиса Шиврадж Сингх Чоухан был приведен к присяге в качестве главного министра штата Мадхья-Прадеш 23 марта 2020 года.
19 июня 2020 года Шинде был избран депутатом парламента от БДП Раджья сабха от штата Мадхья-Прадеш. 7 июля 2021 года Шинде был назначен министром гражданской авиации во втором министерстве Моди после перестановок в кабинете в июле 2021 года.
В феврале 2022 года Шинде был назначен специальным посланником премьер-министра Моди в Румынии для наблюдения за эвакуацией граждан Индии в Украине в результате ситуации, подобной войне между Россией и Украиной. В рамках операции «Ганга» он руководит эвакуацией студентов и индийских специалистов через Бухарест и Сучаву.

### Другие роли

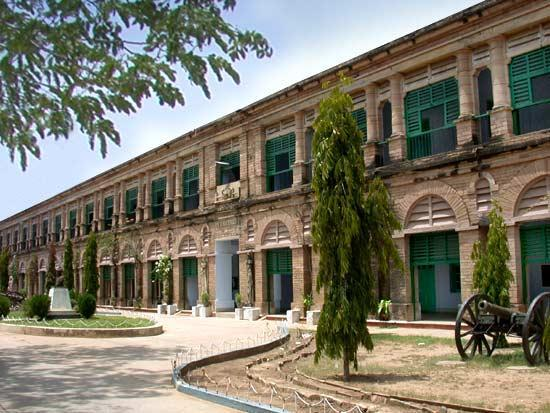
Школа Шинде, президентом Совета управляющих которой является Джотирадитья

Шинде является председателем региональной ассоциации крикета штата Мадхья-Прадеш (MPCA) в Индии. После того, как скандал с розыгрышем мест в индийской премьер-лиге разразился в средствах массовой информации, и Санджай Джагдейл, член MPCA, ушел с поста секретаря Контрольного совета по крикету в Индии, Шинде выступил против коррупции в индийском крикете.
Шинде является президентом Совета управляющих школы Шинде, Гвалиор, которая была основана его прадедом, Мадхо Рао Шинде, в 1897 году.
Он также является наследственным покровителем колледжа Дейли в Индауре, который был основан в 1882 году для обучения детей членов королевской семьи, знати и аристократии княжеских государств Центральной Индии.
Шинде является председателем Мадхавского технологического и научного института, одного из самых известных инженерных колледжей региона Гвалиор-Чамбал, который был основан в 1957 году.